# Германско-швейцарские отношения
Германско-швейцарские отношения — двусторонние дипломатические отношения между Германией и Швейцарией. Протяжённость государственной границы между странами составляет 348 км.

## История
24 июля 1945 года Федеральный совет Швейцарии принял решение о прекращении признания правительства Германии. Швейцария продолжила признавать существование Германии как государства, но не сотрудничало с ней из-за вакуума власти после окончания Второй мировой войны.
Из-за антидемократической деятельности многие немцы были изгнаны из Швейцарии, а национал-социалистические организации были запрещены. В 1951 году Федеративная Республика Германия признала долг нацистской эпохи, а Швейцария разблокировала замороженные германские активы.

## Торговля
Германия — самый важный торговый партнер Швейцарии. В 2017 году объём товарооборота между странами составил сумму около 93 миллиардов швейцарских франков, что составляет около 23 % от общего объема внешней торговли Швейцарии. По сравнению с 2016 годом швейцарский экспорт в Германию увеличился на 4 % до чуть менее 41 миллиарда швейцарских франков, а швейцарский импорт из Германии вырос на 7,7 % до около 52 миллиардов швейцарских франков. Швейцария остается одним из десяти ведущих торговых партнеров Германии, занимая девятое место в 2017 году. Только США и Китай более крупные партнеры Германии за пределами единого рынка Европейского союза, чем Швейцария. Германия и Швейцария тесно связаны с точки зрения прямых инвестиций: в 2016 году швейцарские компании инвестировали около 40 миллиардов швейцарских франков в Германию, а Германия за этот же период инвестировала в Швейцарию около 25 миллиардов швейцарских франков. В Швейцарии около 120 000 человек работают в компаниях, которые принадлежат германским фирмами. Швейцарские компании, работающие в Германии, нанимают примерно 235 000 жителей этой страны.
31 октября 2022 года Financial Times сообщил, что высокопоставленные немецкие политики, призывали к прекращению закупок вооружений у Швейцарии в связи с ее запретом на реэкспорт зенитных снарядов для немецких зенитных орудий Cheetah на Украину. Было отмечено, что право вето со стороны Швейцарии являлось частью первоначального контракта на продажу боеприпасов. Швейцарские политики считают, что отправка швейцарских боеприпасов на Украину поставит под угрозу ее нейтральный статус и обвинили Германию в отсутствии уважения к Швейцарии как нейтральной стране.

## Политические отношения
Две земли Германии и шесть кантонов Швейцарии являются членами Международной конференции Боденского озера. У Швейцарии есть посольство в Берлине, а у Германии имеется посольство в Берне.